# 日本のアダルトアニメ一覧 (ら行)
- アニメ > アダルトアニメ > 日本のアダルトアニメ一覧 > 日本のアダルトアニメ一覧 (ら行)
- アニメ > アニメ作品一覧 > 日本のアダルトアニメ一覧 > 日本のアダルトアニメ一覧 (ら行)

日本のアダルトアニメ一覧 (ら行)では、日本におけるアニメ商業作品においてアダルトアニメとされている作品の五十音順“ら行”の一覧を記載。
- 記載の凡例については日本のアダルトアニメ一覧#凡例を参照

| あ行 | あ・い・う・え・お | は行 | は・ひ・ふ・へ・ほ |
| か行 | か・き・く・け・こ | ま行 | ま・み・む・め・も |
| さ行 | さ・し・す・せ・そ | や行 | や・ゆ・よ         |
| た行 | た・ち・つ・て・と | ら行 | ら・り・る・れ・ろ |
| な行 | な・に・ぬ・ね・の | わ行 | わ・ゐ・ゑ・を・ん |

| 1960年代 - 1990年代 | 1960年代 | 1960・1961・1962・1963・1964・1965・1966・1967・1968・1969 |
| 1960年代 - 1990年代 | 1970年代 | 1970・1971・1972・1973・1974・1975・1976・1977・1978・1979 |
| 1960年代 - 1990年代 | 1980年代 | 1980・1981・1982・1983・1984・1985・1986・1987・1988・1989 |
| 1960年代 - 1990年代 | 1990年代 | 1990・1991・1992・1993・1994・1995・1996・1997・1998・1999 |
| 2000年代            | 2000年代 | 2000・2001・2002・2003・2004・2005・2006・2007・2008・2009 |
| 2010年代            | 2010年代 | 2010・2011・2012・2013・2014・2015・2016・2017・2018・2019 |
| 2020年代            | 2020年代 | 2020・2021・2022・2023・2024・2025・2026・2027・2028・2029 |

| 目次 | • 脚注• 注釈• 出典• 参考文献 |

## ら
| 作品名                                                                              | 年月日         | 製作                   | 発売元                 | 販売元                 |
| ----------------------------------------------------------------------------------- | -------------- | ---------------------- | ---------------------- | ---------------------- |
| 雷光神姫アイギスマギア PANDRA saga 3rd ignition The Animation act1 穢された女神たち | 2022年10月28日 | ショーテン             |                        |                        |
| Last Waltz 〜白濁まみれの夏合宿〜 上巻                                              | 2010年4月30日  | 鈴木みら乃             | 鈴木みら乃             | エイ・ワン・シー       |
| Last Waltz 〜白濁まみれの夏合宿〜 下巻                                              | 2010年10月29日 | 鈴木みら乃             | 鈴木みら乃             | エイ・ワン・シー       |
| 螺旋回廊 case.01 葵・懺華                                                           | 2002年6月28日  | ピンクパイナップル     | ピンクパイナップル     | ピンクパイナップル     |
| 螺旋回廊 case.02 香乃・堕悦                                                         | 2002年9月27日  | ピンクパイナップル     | ピンクパイナップル     | ピンクパイナップル     |
| 螺旋遡行のディストピア 天然果肉・あずさ 〜儚く馴染む汚れの肉棒♥                     | 2015年6月26日  | PoRO                   | PoRO                   | エイ・ワン・シー       |
| 螺旋遡行のディストピア 絡まり合う触手・美羽 〜搾られ捻るふたなり巨乳♥〜             | 2015年11月27日 | PoRO                   | PoRO                   | エイ・ワン・シー       |
| luv wave The 1st process「コネクト」                                                | 2000年3月24日  | ピンクパイナップル     | ピンクパイナップル     | ピンクパイナップル     |
| luv wave The 2nd process「プロトコル」                                              | 2000年7月28日  | ピンクパイナップル     | ピンクパイナップル     | ピンクパイナップル     |
| luv wave The 3rd process「ネクロス」                                                | 2000年10月27日 | ピンクパイナップル     | ピンクパイナップル     | ピンクパイナップル     |
| ラブesエム THE ANIMATION 「誰にも言えない秘密」                                     | 2014年5月30日  | ピンクパイナップル     | ピンクパイナップル     | ピンクパイナップル     |
| らぶコロン 1                                                                        | 2014年7月25日  | Queen Bee              | メディアバンク         | メディアバンク         |
| らぶコロン 2                                                                        | 2014年11月7日  | Queen Bee              | メディアバンク         | メディアバンク         |
| Love Selection THE ANIMATION Select.1「Love Selection」                             | 2008年8月29日  | ピンクパイナップル     | ピンクパイナップル     | ピンクパイナップル     |
| Love Selection THE ANIMATION Select.2「Favorite Menu」                              | 2008年11月28日 | ピンクパイナップル     | ピンクパイナップル     | ピンクパイナップル     |
| らぶ2Quad 完璧ドS淑女・エル 〜優雅に尻敷くフェイス&ボッキ♥                          | 2012年8月31日  | PoRO                   | PoRO                   | エイ・ワン・シー       |
| らぶ2Quad 妹巫女ぷりん・ほのか〜拡げて弾く未開のレッスン♥                           | 2016年6月24日  | PoRO                   | PoRO                   | エイ・ワン・シー       |
| らぶ2Quad 妹巫女痴漢・ほのか〜羞じらいねだる桃尻電車♥                               | 2017年6月30日  | PoRO                   | PoRO                   | エイ・ワン・シー       |
| ラブビッチ 〜優しい女…〜                                                            | 2011年12月16日 | ミルキーズピクチャーズ | ミルキーズピクチャーズ | ミルキーズピクチャーズ |
| ラブフォーエヴァー (LOVE FOREVER)                                                   | 2001年9月21日  | ブロードウェイ         | ブロードウェイ         | ブロードウェイ         |
| Love×Holic 〜魅惑の乙女と白濁カンケイ♥〜 The Anmiaton 上巻                          | 2019年11月29日 | ピンクパイナップル     | ピンクパイナップル     | ピンクパイナップル     |
| Love×Holic 〜魅惑の乙女と白濁カンケイ♥〜 The Anmiaton 下巻                          | 2019年12月20日 | ピンクパイナップル     | ピンクパイナップル     | ピンクパイナップル     |
| LOVE MACHINE（ラブマシン） 〜前編〜 アニマイド娼婦23号                              | 2002年5月3日   |                        | G&G ENTERTAINMENT      | ミントハウス           |
| LOVE MACHINE（ラブマシン） 〜後編〜 アニマイド娼婦23号                              | 2002年6月7日   |                        | G&G ENTERTAINMENT      | ミントハウス           |
| らぶみー『楓と鈴』 THE ANIMATION 第1巻                                              | 2022年3月25日  | ピンクパイナップル     | ピンクパイナップル     | ピンクパイナップル     |
| らぶみー『楓と鈴』 THE ANIMATION 第2巻                                              | 2022年10月28日 | ピンクパイナップル     | ピンクパイナップル     | ピンクパイナップル     |
| らぶりー♡ 第1話 「らぶりーあいなちゃん♡」                                           | 2019年11月8日  | メリー・ジェーン       | メリー・ジェーン       | メリー・ジェーン       |
| らぶりー♡ 第2話 「無口な彼女」                                                      | 2020年2月7日   | メリー・ジェーン       | メリー・ジェーン       | メリー・ジェーン       |
| ラブリデイ 〜僕と彼女の七日間〜                                                     | 2012年3月23日  | Queen Bee              | Queen Bee              | メディアバンク         |
| LOVELY×CATION THE ANIMATION #1「もうずっと初恋の日々」                              | 2015年3月27日  | ピンクパイナップル     | ピンクパイナップル     | ピンクパイナップル     |
| LOVELY×CATION THE ANIMATION #2「初恋の日々、再び♥」                                 | 2015年7月24日  | ピンクパイナップル     | ピンクパイナップル     | ピンクパイナップル     |
| 乱交調教 メイドになった少女                                                         | 2001年11月18日 | ファイブウェイズ       | ファイブウェイズ       | ファイブウェイズ       |
| Lingeries（ランジェリーズ） Office1 〜性隷の有栖〜                                  | 2003年7月24日  |                        | グリーンバニー         |                        |
| Lingeries（ランジェリーズ） Office2 〜敏欲の千沙〜                                  | 2003年10月23日 |                        | グリーンバニー         |                        |
| Lingeries（ランジェリーズ） Office3 〜愛奴の玲奈〜                                  | 2004年2月26日  |                        | グリーンバニー         |                        |
| Rance01 光をもとめて THE ANIMATION 第1話「ランス、起つ!!」                          | 2014年12月26日 | ピンクパイナップル     | ピンクパイナップル     | ピンクパイナップル     |
| Rance01 光をもとめて THE ANIMATION 第2話「進行!! リーザス中枢」                     | 2015年6月26日  | ピンクパイナップル     | ピンクパイナップル     | ピンクパイナップル     |
| Rance01 光をもとめて THE ANIMATION 第3話「ランス、断つ!!」                          | 2016年1月29日  | ピンクパイナップル     | ピンクパイナップル     | ピンクパイナップル     |
| Rance01 光をもとめて THE ANIMATION 第4話「そして、王道へ…」                         | 2016年6月24日  | ピンクパイナップル     | ピンクパイナップル     | ピンクパイナップル     |
| Ran→Sem 〜白濁デルモ妻のミイラ捕り〜 一ノ瀬莉子 自己解放編                          | 2011年5月27日  | 鈴木みら乃             | 鈴木みら乃             | エイ・ワン・シー       |
| Ran→Sem 〜白濁デルモ妻のミイラ捕り〜 一ノ瀬杏奈 阿鼻叫喚編                          | 2011年6月24日  | 鈴木みら乃             | 鈴木みら乃             | エイ・ワン・シー       |

## り
| 作品名                                                                   | 年月日         | 製作                             | 発売元                           | 販売元                           |
| ------------------------------------------------------------------------ | -------------- | -------------------------------- | -------------------------------- | -------------------------------- |
| リアルエロゲシチュエーション! The Animation                              | 2018年1月26日  | ピンクパイナップル               | ピンクパイナップル               | ピンクパイナップル               |
| リアルエロゲシチュエーション! The Animation 第2巻                        | 2018年8月31日  | ピンクパイナップル               | ピンクパイナップル               | ピンクパイナップル               |
| リアルエロゲシチュエーション!2 The Animation                             | 2021年2月26日  | ピンクパイナップル               | ピンクパイナップル               | ピンクパイナップル               |
| リアルエロゲシチュエーション!2 The Animation 第2巻                       | 2021年5月28日  | ピンクパイナップル               | ピンクパイナップル               | ピンクパイナップル               |
| 陸上部女子は俺の生オナホ!!! The Animation 上巻                           | 2021年2月26日  | ショーテン                       |                                  |                                  |
| 陸上部女子は俺の生オナホ!!! The Animation 下巻                           | 2021年4月30日  | ショーテン                       |                                  |                                  |
| Rhythm 恋の律動 〜始まり〜                                               | 1998年7月20日  | 大映                             | 大映                             | 徳間ジャパンコミュニケーションズ |
| Rhythm 恋の律動2 〜ぬくもり〜                                            | 1998年8月20日  | 大映                             | 大映                             | 徳間ジャパンコミュニケーションズ |
| リゾートBOIN 第1話〜南の島のバカンス編〜                                 | 2007年12月25日 | 「リゾートBOIN」アニメ製作委員会 | 「リゾートBOIN」アニメ製作委員会 | GPミュージアムソフト             |
| リゾートBOIN 第2話〜南の島のハーレム編〜                                 | 2008年5月25日  | 「リゾートBOIN」アニメ製作委員会 | 「リゾートBOIN」アニメ製作委員会 | GPミュージアムソフト             |
| リゾートBOIN 第3話〜南の島のハレンチ編〜                                 | 2009年4月25日  | 「リゾートBOIN」アニメ製作委員会 | 「リゾートBOIN」アニメ製作委員会 | ミルキーズピクチャーズ           |
| リトルエンジェルシリーズ① エスパー美少女まなみ                           | 2000年3月1日   | メディアセブン                   |                                  |                                  |
| リトルエンジェルシリーズ② はるみちゃんのおいた♡                          | 2000年3月1日   | メディアセブン                   |                                  |                                  |
| リトルマーメイドシリーズ ステージ1 裸足の放課後                          | 1985年3月10日  | オールプロダクツ                 | オールプロダクツ                 |                                  |
| リトルマーメイドシリーズ ステージ2 テレパシスト愛Q315                    | 1985年4月25日  | オールプロダクツ                 | オールプロダクツ                 |                                  |
| リトルマーメイドシリーズ ステージ3 PUNKY FUNKY BABY                      | 1985年5月1日   | オールプロダクツ                 | オールプロダクツ                 |                                  |
| リトルマーメイドシリーズ ステージ4 シャイNing・めい                      | 1985年10月15日 | オールプロダクツ                 | オールプロダクツ                 |                                  |
| リトルモニカ物語 前編                                                    | 2002年4月5日   | デジタルワークス                 | バニラ                           | ジェイ・ブイ・ディー             |
| リトルモニカ物語 後編                                                    | 2002年7月5日   | デジタルワークス                 | バニラ                           | ジェイ・ブイ・ディー             |
| リフレインブルー 第1章 緋色の追憶                                        | 2000年6月23日  | ピンクパイナップル               | ピンクパイナップル               | ピンクパイナップル               |
| リフレインブルー 第2章 月影の下で…                                       | 2000年8月25日  | ピンクパイナップル               | ピンクパイナップル               | ピンクパイナップル               |
| リフレインブルー 第3章 碧波の永遠                                        | 2000年10月27日 | ピンクパイナップル               | ピンクパイナップル               | ピンクパイナップル               |
| 流聖天使プリマヴェール                                                   | 2006年2月24日  | 流聖天使プリマヴェール製作委員会 | 流聖天使プリマヴェール製作委員会 | マリゴールド                     |
| 龍堂寺士門の淫謀 前編 性奴隷調教                                         | 2017年10月20日 | GOLD BEAR                        | メディアバンク                   | メディアバンク                   |
| 龍堂寺士門の淫謀 後編 女子喰えば、喜悦なるなり龍堂寺!                    | 2018年4月20日  | GOLD BEAR                        | メディアバンク                   | メディアバンク                   |
| Reunion 理英先生の個人授業 〜可愛く拗ねる年上の彼女♥〜                   | 2011年6月24日  | PoRO                             | PoRO                             | エイ・ワン・シー                 |
| Reunion 摩穂のつれない制服 〜クールなポニテの切ないおねだり♥〜           | 2011年9月30日  | PoRO                             | PoRO                             | エイ・ワン・シー                 |
| 猟奇の檻 第2章 第一幕「殺すなかれ…」                                     | 2001年4月27日  | ピンクパイナップル               | ピンクパイナップル               | ピンクパイナップル               |
| 猟奇の檻 第2章 第二幕「望むなかれ…」                                     | 2001年7月27日  | ピンクパイナップル               | ピンクパイナップル               | ピンクパイナップル               |
| 猟奇の檻 第2章 第三幕「告げるなかれ…」                                   | 2001年11月22日 | ピンクパイナップル               | ピンクパイナップル               | ピンクパイナップル               |
| 凌辱ゲリラ狩り3 1st.「躊躇いの白い軍服」                                 | 2008年2月29日  | 鈴木みら乃                       | 鈴木みら乃                       | エイ・ワン・シー                 |
| 凌辱ゲリラ狩り3 2nd.「羞じらいの赤い軍服」                               | 2008年4月25日  | 鈴木みら乃                       | 鈴木みら乃                       | エイ・ワン・シー                 |
| 凌辱女子学園 〜前編〜                                                    | 2003年4月25日  | JHV                              | JHV                              |                                  |
| 凌辱女子学園 〜後編〜                                                    | 2003年11月28日 | JHV                              | JHV                              |                                  |
| 凌辱の都市 〜狂宴のセレモニー〜                                          | 2001年3月25日  | 晋遊舎                           | 晋遊舎                           |                                  |
| 凌辱の連鎖 前編                                                          | 2003年9月12日  | デジタルワークス                 | バニラ                           | ジェイ・ブイ・ディー             |
| 凌辱の連鎖 後編                                                          | 2004年1月9日   | デジタルワークス                 | バニラ                           | ジェイ・ブイ・ディー             |
| 凌辱人妻温泉 壱の湯                                                      | 2005年10月25日 | Milky                            | Milky                            | GPミュージアムソフト             |
| 凌辱人妻温泉 弐の湯                                                      | 2006年7月25日  | Milky                            | Milky                            | GPミュージアムソフト             |
| ○辱ファミレス -調教メニュー- 上巻「焦らしちゃ……イヤ」                    | 2010年9月24日  | PoRO                             | PoRO                             | エイ・ワン・シー                 |
| ○辱ファミレス -調教メニュー- 下巻「妹・萌美」                            | 2010年12月24日 | PoRO                             | PoRO                             | エイ・ワン・シー                 |
| 凌成敗! 〜学園美少女制裁秘録〜 失墜のアイドル、膠着のアスリート編        | 2013年4月26日  | 鈴木みら乃                       | 鈴木みら乃                       | エイ・ワン・シー                 |
| 凌成敗! 〜学園美少女制裁秘録〜 若菜と咲と、成敗の終わりと……編            | 2013年7月26日  | 鈴木みら乃                       | 鈴木みら乃                       | エイ・ワン・シー                 |
| 旅館白鷺 一泊目                                                          | 2003年6月27日  | ディスカバリー                   | ディスカバリー                   | セブンエイト                     |
| 旅館白鷺 二泊目                                                          | 2004年4月30日  | ディスカバリー                   | ディスカバリー                   | セブンエイト                     |
| リヨン伝説フレア                                                         | 1986年7月14日  | フレンズ、宇宙企画               | 宇宙企画                         |                                  |
| リヨン伝説フレア2 禁断の惑星                                             | 1990年4月21日  | フレンズ                         | 宇宙企画                         |                                  |
| Lilitales リリテイルズ act.1「虜囚の銀騎士」                             | 2018年5月18日  | せるふぃっしゅ                   |                                  |                                  |
| Lilitales リリテイルズ act.2「蠍ノ贄ニ堕ツ」                             | 2018年6月1日   | せるふぃっしゅ                   |                                  |                                  |
| Lilitales リリテイルズ act.3「淫魔の血脈」                               | 2018年6月15日  | せるふぃっしゅ                   |                                  |                                  |
| Lilitales リリテイルズ act.4「流浪の踊り子」                             | 2018年6月29日  | せるふぃっしゅ                   |                                  |                                  |
| 輪奸学園 上巻「処女と熟妻の操を踏みにじれ!」                             | 2005年8月5日   | ひまじん                         | ひまじん                         | マリゴールド                     |
| りんかん倶楽部 第一話 山崎鈴子と桂木愛子                                 | 2011年4月29日  | PIXY                             |                                  |                                  |
| りんかん倶楽部 第二話 堕ちた愛子と山中知美                               | 2011年12月30日 | PIXY                             |                                  |                                  |
| りんかん倶楽部 第三話 詩織と真紀                                         | 2012年12月21日 | PIXY                             |                                  |                                  |
| りんかん倶楽部 第四話 真紀と素子                                         | 2014年1月31日  | PIXY                             |                                  |                                  |
| 輪姦媚薬中毒 〜逃げ場無し!1428人の生徒全員にSEXされる令嬢沙也香〜 -前編- | 2015年10月23日 | WHITE BEAR                       | メディアバンク                   | メディアバンク                   |
| 輪姦媚薬中毒 〜逃げ場無し!1428人の生徒全員にSEXされる令嬢沙也香〜 -後編- | 2015年12月4日  | WHITE BEAR                       | メディアバンク                   | メディアバンク                   |
| 燐月（リンゲツ） THE ANIMATION 第一話                                    | 2006年7月25日  | Milky                            | Milky                            | GPミュージアムソフト             |
| 燐月（リンゲツ） THE ANIMATION 第二話                                    | 2006年8月25日  | Milky                            | Milky                            | GPミュージアムソフト             |
| 燐月（リンゲツ） THE ANIMATION 第三話                                    | 2006年9月25日  | Milky                            | Milky                            | GPミュージアムソフト             |
| RIN×SEN 〜白濁女教師と野郎ども〜 上巻                                    | 2010年5月28日  | 鈴木みら乃                       | 鈴木みら乃                       | エイ・ワン・シー                 |
| RIN×SEN 〜白濁女教師と野郎ども〜 下巻                                    | 2010年7月30日  | 鈴木みら乃                       | 鈴木みら乃                       | エイ・ワン・シー                 |
| RIN×SEN＋Ran→Sem Cross Mix 春うらら、裏切りと絶望の季節編                | 2013年6月28日  | 鈴木みら乃                       | 鈴木みら乃                       | エイ・ワン・シー                 |
| RIN×SEN＋Ran→Sem Cross Mix 淫乱宗教万歳!排泄物は、莉子のお口に……編       | 2013年8月30日  | 鈴木みら乃                       | 鈴木みら乃                       | エイ・ワン・シー                 |

## る
| 作品名                                       | 年月日         | 製作           | 発売元                         | 販売元                       |
| -------------------------------------------- | -------------- | -------------- | ------------------------------ | ---------------------------- |
| LUNATIC NIGHT（ルナティックナイト）          | 1996年9月21日  | ナック映画     | ヤングコーポレーション、ナック | ビームエンタテインメント     |
| LUNATIC NIGHT II（ルナティックナイト II）    | 1997年4月4日   | ナック映画     | ヤングコーポレーション、ナック | カレス・コミュニケーションズ |
| LUNATIC NIGHT III（ルナティックナイト III）  | 1997年9月26日  | ナック映画     | ヤングコーポレーション、ナック | カレス・コミュニケーションズ |
| Rune's Pharmacy ティアラ島のお薬屋さん Vol.1 | 2018年11月30日 | せるふぃっしゅ |                                |                              |
| Rune's Pharmacy ティアラ島のお薬屋さん Vol.2 | 2019年3月8日   | せるふぃっしゅ |                                |                              |
| Rune's Pharmacy ティアラ島のお薬屋さん Vol.3 | 2019年6月21日  | せるふぃっしゅ |                                |                              |
| Rune's Pharmacy ティアラ島のお薬屋さん Vol.4 | 2019年12月20日 | せるふぃっしゅ |                                |                              |

## れ
| 作品名                                                 | 年月日         | 製作                         | 発売元                       | 販売元               |
| ------------------------------------------------------ | -------------- | ---------------------------- | ---------------------------- | -------------------- |
| 隷従学園 上姦                                          | 2002年9月27日  | ディスカバリー               | ディスカバリー               | セブンエイト         |
| 隷従学園 下姦                                          | 2002年12月27日 | ディスカバリー               | ディスカバリー               | セブンエイト         |
| 隷嬢キャスター 〜淫虐の罠〜                            | 2003年4月18日  | ピックス                     | ピックス                     | ピックス             |
| 麗辱の館 前編                                          | 2010年1月15日  | デジタルワークス             | バニラ                       | ジェイ・ブイ・ディー |
| 麗辱の館 後編                                          | 2010年4月9日   | デジタルワークス             | バニラ                       | ジェイ・ブイ・ディー |
| レイZERO Episode01 特務捜査官を捕えよ!                 | 2010年6月26日  | PIXY                         |                              |                      |
| レイZERO Episode02 女捜査官はメス豚に堕ちた!           | 2011年4月1日   | PIXY                         |                              |                      |
| レイプ合法化っ!!! act.1 いつでもどこでも犯しまくるっ!! | 2018年9月14日  | せるふぃっしゅ               |                              |                      |
| レイプ合法化っ!!! act.2 私たち幸せです…ご主人様っ♥     | 2018年9月21日  | せるふぃっしゅ               |                              |                      |
| レイプ!レイプ!レイプ! Vol.01 最初の犠牲者              | 2008年10月17日 | わるきゅ〜れ＋＋             | オーディン                   | オーディン           |
| レイプ!レイプ!レイプ! Vol.02 真白き闇                  | 2009年2月13日  | わるきゅ〜れ＋＋             | オーディン                   | オーディン           |
| レイプ!レイプ!レイプ! Vol.03 連鎖する狂気              | 2009年7月10日  | わるきゅ〜れ＋＋             | オーディン                   | オーディン           |
| REQUIEM（レクイエム） 第一章                           | 2005年6月25日  | GPミュージアムソフト         | GPミュージアムソフト         | GPミュージアムソフト |
| REQUIEM（レクイエム） 第二章                           | 2005年7月25日  | Milky                        | Milky                        | GPミュージアムソフト |
| レザーマン VOL.1                                       | 2001年11月18日 | ファイブウェイズ             | ファイブウェイズ             | ファイブウェイズ     |
| レザーマン VOL.2                                       | 2002年2月18日  | ファイブウェイズ             | ファイブウェイズ             | ファイブウェイズ     |
| レザーマン VOL.3                                       | 2002年5月18日  | ファイブウェイズ             | ファイブウェイズ             | ファイブウェイズ     |
| レザーマン VOL.4                                       | 2002年6月18日  | ファイブウェイズ             | ファイブウェイズ             | ファイブウェイズ     |
| レザーマン 完結編                                      | 2002年10月18日 | ファイブウェイズ             | ファイブウェイズ             | ファイブウェイズ     |
| レジデンス 上巻 〜闇の中の想像〜                       | 2017年5月12日  | ケイ・エム・プロデュース     |                              |                      |
| レジデンス 中巻 〜思考の褒美〜                         | 2017年9月8日   | ケイ・エム・プロデュース     |                              |                      |
| レジデンス 下巻 〜ある少女の話〜                       | 2018年1月12日  | ケイ・エム・プロデュース     |                              |                      |
| レズ病棟1 〜涼華女学園附属病院〜                       | 2003年3月6日   | ディープス                   | シュガーボーイ               | ソフト・オンデマンド |
| レズ病棟2 -調教夜-                                     | 2003年6月20日  | ディープス                   | シュガーボーイ               | ソフト・オンデマンド |
| 零媚耶（レビヤ） 〜淫靡なる女神の覚醒〜                | 2003年12月20日 | フレンズ                     | メディアステーション         |                      |
| 恋愛不要学派 THE ANIMATION♥ 「私を調教してみたい?」    | 2014年6月27日  | ピンクパイナップル           | ピンクパイナップル           | ピンクパイナップル   |
| 連結方式 1st.「HOLD」                                  | 2008年1月25日  | 鈴木みら乃                   | 鈴木みら乃                   | エイ・ワン・シー     |
| 連結方式 2nd.「SCHOOL」                                | 2008年5月30日  | 鈴木みら乃                   | 鈴木みら乃                   | エイ・ワン・シー     |
| 連結方式 3rd.「BLIND」                                 | 2008年9月26日  | 鈴木みら乃                   | 鈴木みら乃                   | エイ・ワン・シー     |
| 連鎖病棟 Karte-1                                       | 2007年6月25日  | Milky                        | Milky                        | GPミュージアムソフト |
| 連鎖病棟 Karte-2                                       | 2007年9月25日  | Milky                        | Milky                        | GPミュージアムソフト |
| 恋図（れんず） 〜ふたりの距離〜                        | 2000年12月8日  | カレス・コミュニケーションズ | カレス・コミュニケーションズ |                      |
| 恋乳ているず THE ANIMATION 「この娘とヤリたい♥」       | 2014年5月30日  | ピンクパイナップル           | ピンクパイナップル           | ピンクパイナップル   |

## ろ
| 作品名                                                      | 年月日         | 製作         | 発売元                   | 販売元                 |
| ----------------------------------------------------------- | -------------- | ------------ | ------------------------ | ---------------------- |
| ロマンスは剣の輝きII 第1話「え゛ぇっ〜!?魔王復活ぅ〜!?」    | 2001年3月25日  | れもんは〜と | れもんは〜と             | れもんは〜と           |
| ロマンスは剣の輝きII 第2話「暗黒神ですってぇ〜」            | 2001年8月25日  | れもんは〜と | れもんは〜と             | れもんは〜と           |
| ロマンスは剣の輝きII 第3話「いっやぁ〜ん…呪い歌ぁ!?」       | 2001年10月25日 | れもんは〜と | れもんは〜と             | れもんは〜と           |
| ロマンスは剣の輝きII 第4話「ユニコーン…もっと早くぅっ〜!?」 | 2002年1月25日  | れもんは〜と | れもんは〜と             | れもんは〜と           |
| ロマンスは剣の輝きII 第5話「エリーゼの…ためにぃ〜!?」       | 2002年6月25日  | れもんは〜と | れもんは〜と             | れもんは〜と           |
| ロマンスは剣の輝きII 第6話「あぁ〜ん…フィニッシュウぅ〜!?」 | 2002年10月25日 | れもんは〜と | れもんは〜と             | れもんは〜と           |
| ロリータ・アニメVol.1 内山亜紀の おビョーキ亜紀ちゃん       | 1984年12月15日 | にっかつ     | にっかつビデオフィルムズ |                        |
| ロリータ・アニメVol.2 内山亜紀の ミルクのみ人形             | 1984年12月20日 | にっかつ     | にっかつビデオフィルムズ |                        |
| ロリータ・アニメVol.3 内山亜紀の おもらしゴッコ             | 1985年1月10日  | にっかつ     | にっかつビデオフィルムズ |                        |
| LORe:パコ すくすくみずきちゃん♥ THE ANIMATION               | 2016年5月6日   | chippai      | chippai                  | ミルキーズピクチャーズ |
| ←や行                                                       | ↑目次          | わ行→        | わ行→                    | わ行→                  |